# Linus Pauling

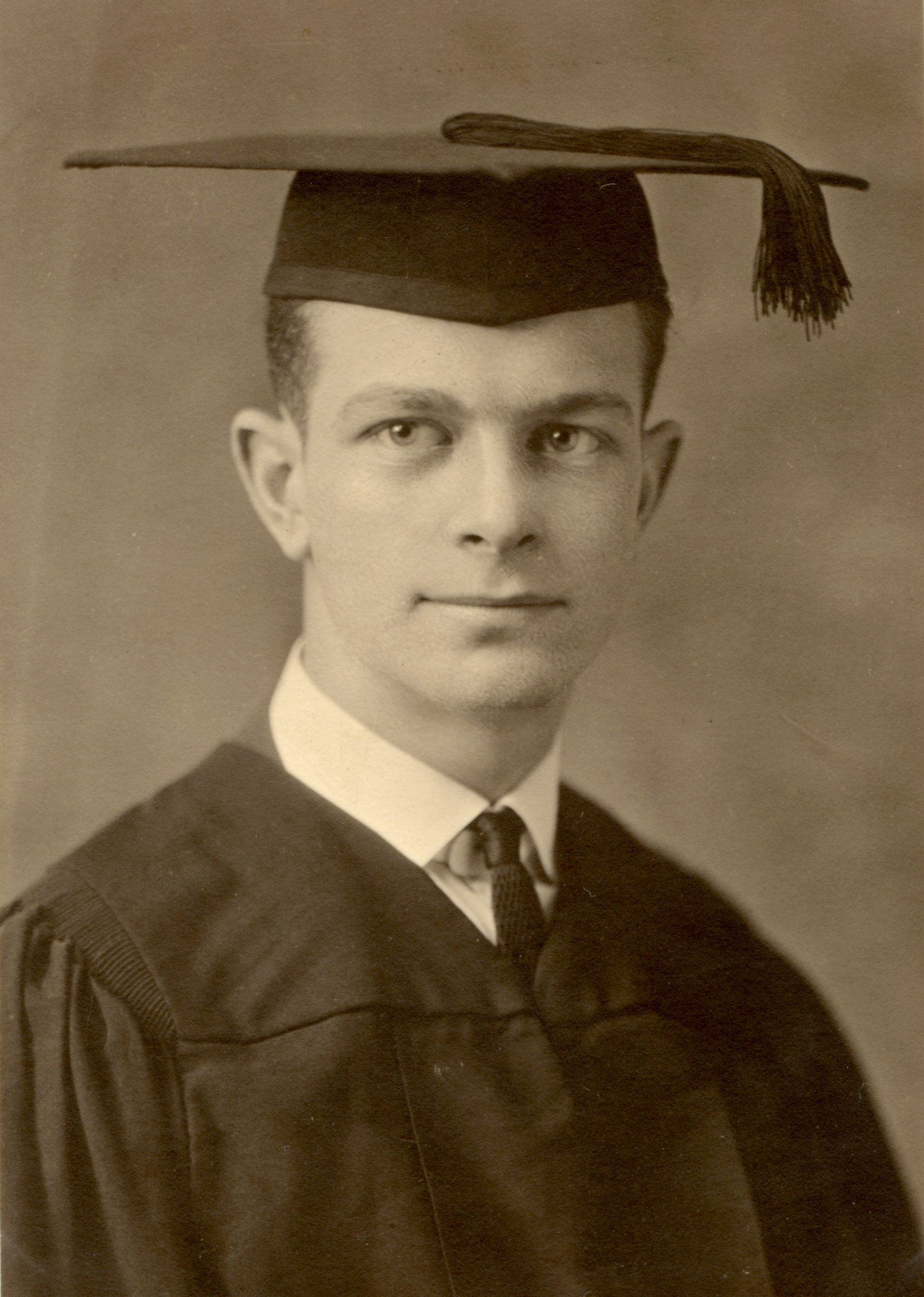
Ảnh tốt nghiệp năm 1922

Linus Carl Pauling (28 tháng 2 năm 1901 – 19 tháng 8 năm 1994) là nhà hóa học, nhà hóa sinh, nhà hoạt động vì hòa bình, tác giả và nhà giáo dục người Mỹ. Ông được coi là một trong những nhà hóa học ảnh hưởng nhất trong lịch sử khoa học và được xếp vào nhóm những nhà khoa học quan trọng trong thế kỷ 20. Pauling là một trong những nhà khoa học tiên phong trong lĩnh vực hóa học lượng tử và sinh học phân tử.
Với đóng góp khoa học của mình, Pauling đã được trao giải Nobel Hóa học năm 1954. Năm 1962, vì các hoạt động hòa bình của mình, ông đã được trao giải Nobel Hòa bình. Điều này khiến ông trở thành một trong bốn cá nhân đã giành được nhiều hơn một giải thưởng Nobel (cho đến hiện tại). Đồng thời cũng là một trong hai người được trao giải Nobel trong hai lĩnh vực khác nhau (giải Hóa học và Hòa bình), người còn lại là nhà khoa học Marie Curie (Giải Vật lý và Hóa học), và là người duy nhất cho đến hiện tại trong lịch sử nhận trọn vẹn 2 giải thưởng Nobel mà không phải là nhận cùng với ai khác.
Ông nổi tiếng với việc đấu tranh chống chạy đua vũ khí hạt nhân, quảng bá thuốc orthomolecular, phương pháp điều trị dùng mega-vitamin, chế độ ăn kiêng, và dùng vitamin C với liều lượng lớn. Những điều ấy đến hiện nay đã được chấp nhận rộng rãi trên thế giới.

## Tiểu sử

### Thời thơ ấu
Pauling sinh ra tại Portland, Oregon, là con đầu lòng của Herman Henry William Pauling (1876-1910) và Lucy Isabelle "Belle" Darling (1881-1926).
Năm 1901, cha mẹ ông đã quyết định rời khỏi Portland để tìm nơi ở tốt hơn. Ông bắt đầu có ý định trở thành nhà hóa học khi chứng kiến thí nghiệm của bạn mình. Ông từng viết: "Tôi đơn giản chỉ là bị mê hoặc bởi các hiện tượng hóa học, bởi phản ứng giữa các chất, bọn chúng luôn có cách xuất hiện, tính chất khác nhau, và tôi hy vọng sẽ học hỏi nhiều và nhiều hơn nữa những điều thú vị ở chúng". 
Trong thời gian còn học trung học, Pauling thường thực hiện các thí nghiệm hóa học bằng cách nhặt rác của thiết bị và các vật liệu từ nhà máy thép bị bỏ hoang. 
Lúc 15 tuổi, do học thiếu môn, ông không nhận được bằng tốt nghiệp dù đã xin được học lại. Ông buộc phải rời trường mà không có một tấm bằng tốt nghiệp nào. Điều thú vị là cuối cùng nhà trường cũng đã trao tặng cho ông bằng tốt nghiệp 45 năm sau đó, khi ông đã trở thành một nhà khoa học danh tiếng và đã thắng được hai giải Nobel. 
Vốn biết rằng rằng mình cũng sẽ được nhận giấy mời vào đại học, Pauling đã làm qua nhiều công việc bán thời gian để kiếm tiền trang trải cho chi phí học đại học trong tương lai, trong đó có cả làm việc tại một cửa hàng tạp hóa với lương $ 8 một tuần. Quả như ông nghĩ, vào tháng 9 năm 1917, ông cũng đã nhận được thư mời nhập học từ trường Đại học bang Oregon. 

### Học đại học
Ông làm việc bốn mươi giờ một tuần trong phòng thí nghiệm để kiếm 100 $ một tháng, giúp ông tiếp tục sự nghiệp nghiên cứu. 
Trong hai năm cuối đại học, ông quyết định tập trung nghiên cứu về các tính chất vật lý và hoá học của các chất có liên quan đến cấu trúc của các nguyên tử, trở thành một trong những người nghiên cứu đầu tiên về lĩnh vực khoa học mới, hóa học lượng tử.
Giáo sư Samuel Graf chọn Pauling làm trợ lý giảng dạy. Vào mùa đông năm cuối cấp, Pauling đã được tiếp cận khoá học hóa học dành cho dành cho những nhà chuyên ngành kinh tế. Đó là lớp học mà Pauling đã gặp người vợ tương lai của mình, người gắn bó với ông trong suốt cuộc đời sau đó, Ava Helen Miller. Năm 1922, Pauling tốt nghiệp Đại học với tấm bằng kỹ sư hoá học. Ông tiếp tục học tiếp tại Viện Công nghệ California, những nghiên cứu này của ông liên quan đến việc sử dụng của sự nhiễu xạ tia X để xác định cấu trúc tinh thể. Ông nhận bằng Tiến sĩ ngành vật lý và vật lý toán học vào năm 1925.

## Sự nghiệp

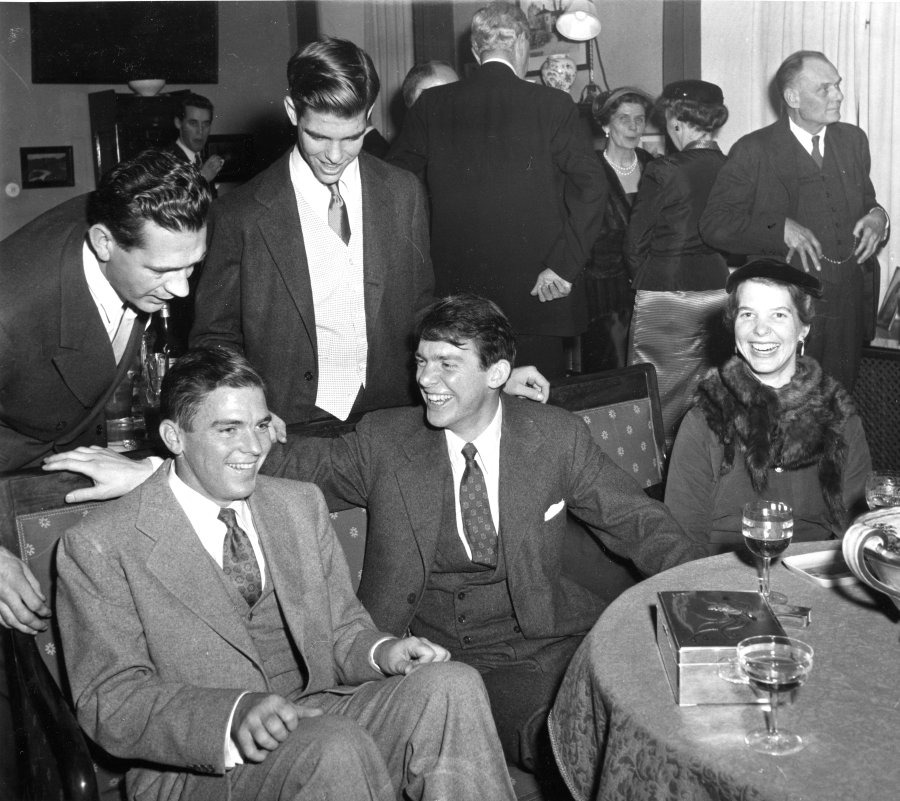
Pauling cùng gia đình mình tại nơi trao giải Nobel (Thuỵ Điển), năm 1954

Pauling biết đến cơ học lượng tử khi đang theo học Đại học. Ở Zurich, Pauling cũng đã được tiếp xúc với những phân tích cơ học lượng tử đầu tiên của liên kết hydro phân tử, được thực hiện bởi Walter Heitler và Fritz London. Ông trở thành một trong những nhà khoa học đầu tiên trong lĩnh vực hóa học lượng tử và là người tiên phong trong việc áp dụng các lý thuyết lượng tử cho cấu trúc của các phân tử.
Ông bắt đầu sự nghiệp giảng dạy trong năm năm, tiếp tục với việc nghiên cứu tinh thể, cũng như thực hiện phép tính cơ học lượng tử về nguyên tử và phân tử. Năm 1929-1930, ông trở thành giáo sư.
Pauling giới thiệu khái niệm về độ âm điện vào năm 1932. Sử dụng các thuộc tính khác nhau của phân tử, chẳng hạn như để có năng lượng cần thiết để phá vỡ tính liên kết và lưỡng cực của các phân tử, ông đã thiết lập Thang đo độ âm điện Pauling, hữu ích trong việc dự đoán các tính chất trong mối liên kết giữa các nguyên tử trong phân tử. Ông đã có nhiều nghiên cứu quan trọng về bản chất của các liên kết hóa học, các phân tử sinh học, phân tử di truyền học và cấu trúc của hạt nhân nguyên tử. Năm 1954, ông được trao giải Nobel Hoá học cho những nghiên cứu bản chất của liên kết hoá học và áp dụng nó vào việc xác định cấu trúc các phức chất.
Năm 1936, Pauling lên chức Chủ tịch Phòng Hóa học và Kỹ thuật hóa học tại Caltech, và cả vị trí Giám đốc Phòng thí nghiệm Hóa học Gates - Crellin. Ông giữ cả hai vị trí đó đến năm 1958.

### Nghiên cứu y học và ủng hộ sử dụng vitamin C
Năm 1941, ở tuổi 40, ông bị bệnh Bright, một dạng bệnh thận. Theo lời của Thomas Addis, ông đã có thể kiểm soát được bệnh với bằng chế độ ăn mặn cùng hàm lượng protein thấp và bổ sung nhiều vitamin. Do đó ông bắt đầu ủng hộ mạnh mẽ việc điều trị bệnh bằng cách bổ sung vitamin.
Năm 1965, Pauling đọc cuốn sách của Abram Hoffer và đưa ra giả thuyết rằng vitamin có thể tạo những hiệu tượng hóa sinh quan trọng giúp phòng chống các loại bệnh liên quan.  Năm 1968 Pauling công bố một bài báo khoa học mang tên "Tâm thần học Orthomolecular", những nghiên cứu ấy có thể điều trị cho bệnh nhân bị bệnh tâm thần.  Ông lần đầu đặt ra thuật ngữ "orthomolecular" để chỉ việc nồng độ các chất trong cơ thể thường thay đổi khác nhau để phòng chống và chữa bệnh.
Năm 1973, cùng với Arthur B. Robinson và một đồng nghiệp khác, Pauling thành lập Viện Orthomolecular Y ở Menlo Park, California, rồi đổi tên thành Viện Linus Pauling về Khoa học và Y học. Ông nghiên cứu về vitamin C, và vẫn tiếp tục công việc lý thuyết này cho đến tận khi ông qua đời. Trong những năm cuối đời, ông đặc biệt quan tâm đến vai trò của vitamin C trong việc ngăn ngừa xơ vữa động mạch và làm giảm cơn đau thắt ngực. Những người ủng hộ ông tin rằng bệnh tim có thể được điều trị và thậm chí chữa khỏi chỉ bằng cách sử dụng Lysine và Vitamin C mà không cần thuốc hoặc phải phẫu thuật tim.
Ông giúp vitamin C phổ biến rộng rãi với công chúng và tuyên bố rằng vitamin C thậm chí có thể giúp bệnh nhân kéo dài được sự sống nhiều gấp bốn lần so với bệnh nhân không được điều trị như vậy.

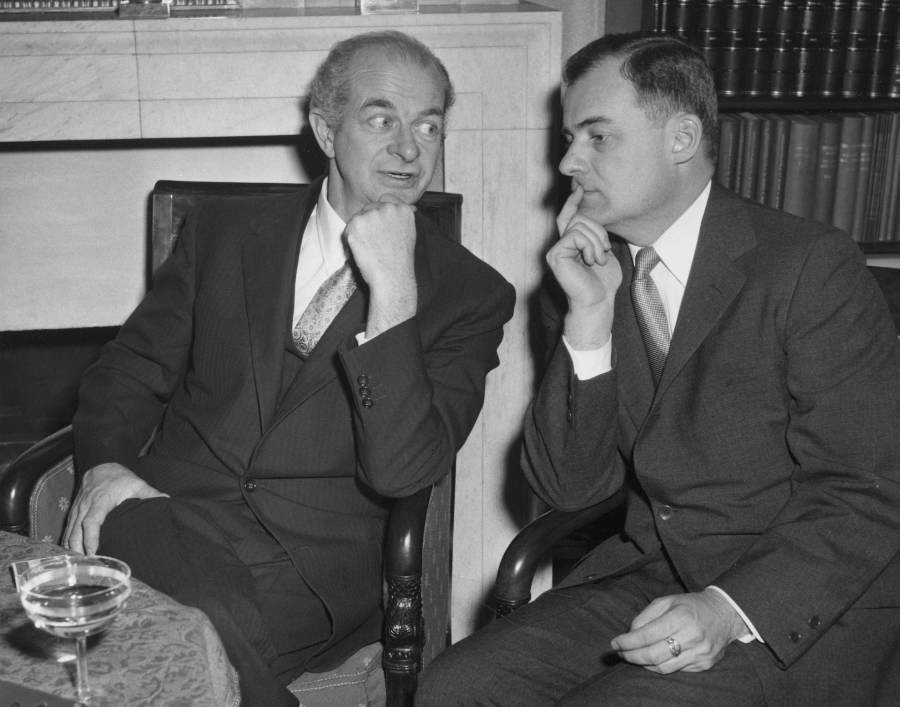
Pauling và Robbins năm 1954

### Hoạt động

#### Hoạt động thời chiến
Pauling vốn không theo bất cứ trường phái chính trị nào cho đến khi xảy ra Chiến tranh thế giới thứ hai. Trong thời kỳ đầu của dự án Manhattan, Robert Oppenheimer (Cha đẻ của vũ khí nguyên tử) đã mời ông phụ trách cho bộ phận Hóa Học của dự án, nhưng ông từ chối. 
Các dự án trong thời chiến khác với nhiều ứng dụng trong quân sự mà ông nghiên cứu bao gồm chất nổ, chất nổ đẩy tên lửa,... Vào tháng 10, năm 1948, Pauling được trao Huân chương Bằng khen từ Tổng thống Harry S. Truman. Vào năm 1949, ông là chủ tịch của Hiệp hội Hóa học Mỹ.

#### Hoạt động chống hạt nhân
Trước sự chạy đua khủng khiếp của hạt nhân, ông trở thành nhà hoạt động hòa bình. Năm 1946, ông tham gia Ủy ban khẩn cấp của các nhà khoa học nguyên tử, được chủ trì bởi Albert Einstein, mục đích để cảnh báo mọi người về sự nguy hiểm của vũ khí hạt nhân.
Ông cũng ký Tuyên ngôn Russell-Einstein ban hành vào năm 1955, cũng như ủng hộ Hiệp ước Mainau, với sự tham gia của 52 người đoạt giải Nobel. Vào tháng 5, năm 1957, Pauling bắt đầu đưa bản kiến nghị với các nhà khoa học để ngừng thử nghiệm hạt nhân. Ngày 15 tháng 1 năm 1958, Pauling và vợ trình bày bản kiến nghị đến Tổng thư ký Liên Hợp Quốc lúc bấy giờ là Dag Hammarskjöld kêu gọi chấm dứt việc thử nghiệm vũ khí hạt nhân. Vào tháng Hai, năm 1958, Pauling tham gia vào cuộc tranh luận trên truyền hình với nhà vật lý nguyên tử Edward Teller về xác suất các đột biến do bụi phóng xạ gây ra. Cũng trong năm đó, ông xuất bản cuốn sách "Không chiến tranh!" (No more war!). Ngày 10 tháng 10 năm 1963, Ủy ban Nobel trao Pauling Giải Nobel Hòa bình cho năm 1962. (Do không có giải thưởng về hòa bình nào được trao vào năm đó.). Họ mô tả ông:"Linus Carl Pauling, người đã không ngừng hoạt động kể từ năm 1946, không chỉ chống thử nghiệm vũ khí hạt nhân, sự lây truyền các vũ khí, việc sử dụng vũ khí quá độ, mà còn tất cả các mầm mống chiến tranh vốn được sử dụng để giải quyết các xung đột quốc tế". Ông công nhận sự tham gia của vợ mình trong công tác hòa bình, và hối tiếc rằng cô không được trao giải Nobel hòa bình cùng ông.

#### Hoạt động trong thời kỳChiến tranh Việt Nam

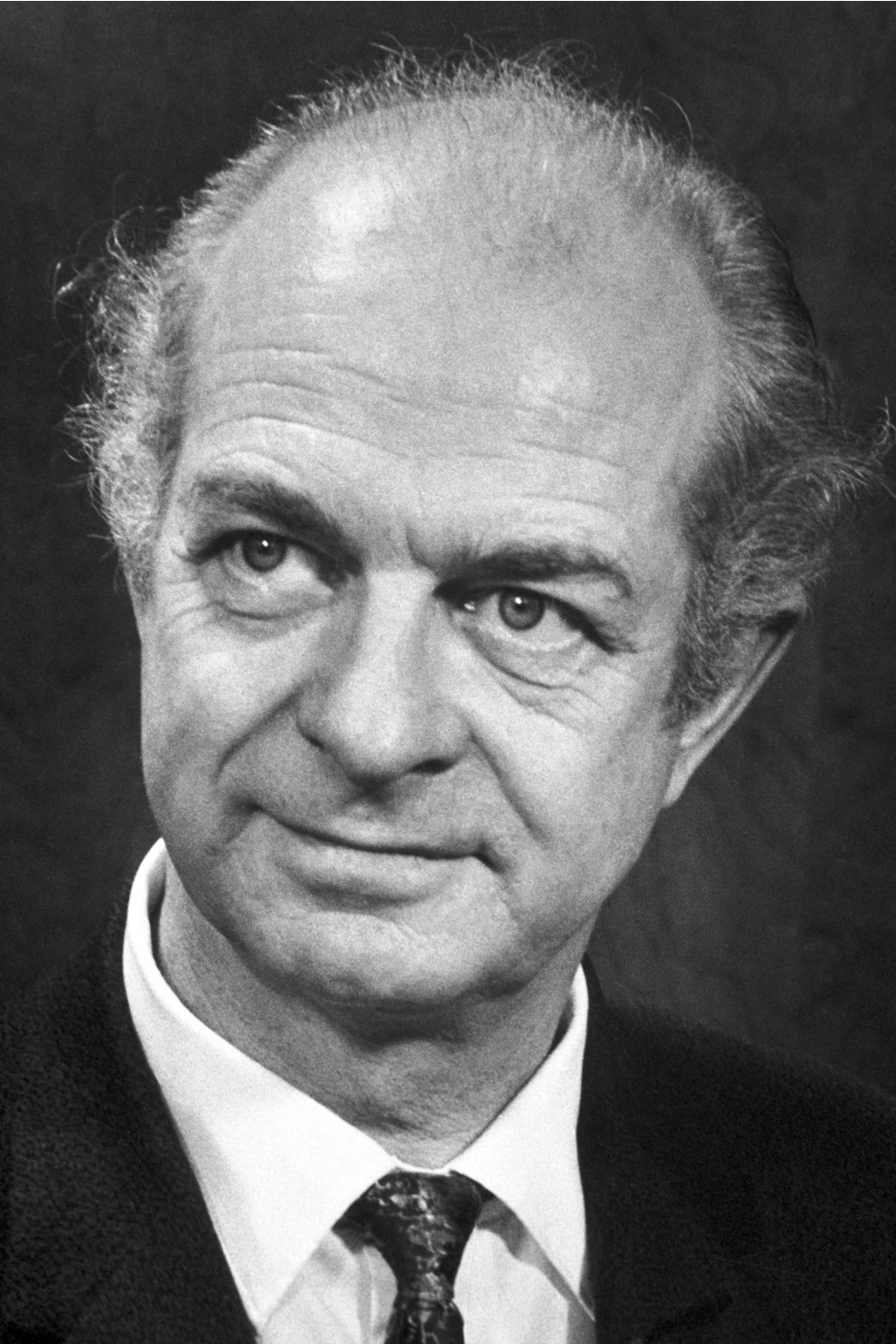
Pauling năm 1962

Vào năm 1960, việc tăng cường những ảnh hưởng của Mỹ trong chiến tranh Việt Nam đã dấy ra một phong trào phản đối trong nhân dân mà trong đó ông hoạt động rất mạnh mẽ. Ông lên án và chỉ rõ chiến tranh này là hoàn toàn phi nghĩa. Mặc dù những hoạt động của ông bị bỏ ngoài tai bởi chính phủ Mỹ.
Pauling đã được trao giải Nobel Hòa bình Quốc tế Lenin của Liên Xô vào năm 1970 và vẫn tiếp tục các hoạt động hòa bình trong những năm tiếp theo. Ông và vợ giúp thành lập ra Liên đoàn quốc tế về nhân văn vào năm 1974. Ông là chủ tịch hội đồng tư vấn khoa học của Hiệp hội Bảo vệ cuộc sống và cũng là một trong những người ký tên trong Tuyên bố Dubrovnik-Philadelphia. Đồng thời là Chủ tịch danh dự của học viện Khoa học Quốc tế, Munich cho đến cuối đời.

## Đời tư và quan điểm tôn giáo
Pauling kết hôn với Ava Helen Miller vào năm 1923. Họ sống chung với nhau cho đến tận khi Ava qua đời vào năm 1981. Họ có bốn người con: Linus Carl Jr (sinh năm 1925) trở thành một bác sĩ thần kinh; Peter Jeffress (1931-2003), một nhà tinh thể học; Edward Crellin (1937-1997) là một nhà sinh vật học; và Linda Helen (sinh năm 1932) từng kết hôn nhà địa chất Caltech và nhà băng học Barclay Kamb.
Pauling vốn là thành viên của giáo hội Lutheran, nhưng sau đó gia nhập giáo hội Unitarian Universalist. Tuy nhiên, hai năm trước khi qua đời, trong một cuộc đối thoại với một triết gia Phật giáo Daisaku Ikeda, ông nói rằng mình theo chủ nghĩa vô thần (không đặt niềm tin dựa vào một thần thánh nào).
Ông còn là người ủng hộ thuyết ưu sinh.

## Qua đời
Pauling đã chết vì bệnh ung thư tuyến tiền liệt vào 19 tháng 8 năm 1994, lúc 19:20 tại nhà ở Big Sur, California. Hưởng thọ 93 tuổi. Bia của ông được đặt trong nghĩa trang Oswego Pioneer Lake Oswego, Oregon,  nhưng tro thi thể cùng với người vợ của mình, không được chôn ở đó cho đến tận năm 2005.

## Di sản

### Đóng góp khoa học
Pauling đã được liệt vào "20 nhà khoa học vĩ đại nhất của mọi thời đại." Những khám phá của ông đã đưa đến những đóng góp mang tính quyết định trong các lĩnh vực cơ học lượng tử, hóa học vô cơ, hóa học hữu cơ, cấu trúc protein, sinh học phân tử và y học của thế giới.
Sách của ông về liên kết hóa học đã khiến ông trở thành một trong những người sáng lập hoá học lượng tử hiện đại. Những nghiên cứu của ông về cấu trúc tinh thể đã đóng góp đáng kể vào việc dự đoán và giải thích các cấu trúc của khoáng chất và hợp chất phức tạp. Việc khám phá ra tấm alpha helix và beta của ông là nền tảng cơ bản cho việc nghiên cứu cấu trúc protein.
Francis Crick thừa nhận Pauling là "cha đẻ của sinh học phân tử ". Khám phá của ông về bệnh thiếu máu hồng cầu hình liềm là một "căn bệnh phân tử", mở đường cho việc kiểm tra đột biến gen ở mức độ phân tử.

### Tôn vinh
Trung tâm Pauling về Khoa học Nhân văn ở Đại học Oxford được đặt theo tên ông để tôn vinh những đóng góp của mình trên cả hai lĩnh vực khoa học và nhân văn.
Ngày 6 tháng 3 năm 2008, Bưu điện Hoa Kỳ phát hành tem hình ông, được thiết kế bởi Victor Stabin.
Qua công bố của Thống đốc John Kitzhaber ở bang Oregon, ngày 28 tháng 2 đã được chọn là "Ngày Linus Pauling". 
Những nơi khác có tên ông bao gồm đường Pauling tại Foothill Ranch, California; Linus Pauling Drive ở Hercules, California; Toà nhà Linus và Ava Helen Pauling tại Đại học Soka Kỳ tại Aliso Viejo, California; Trường trung học Linus Pauling ở Corvallis, Oregon; và Pauling Field, một sân bay nhỏ nằm ở Condon, Oregon, nơi mà Pauling từng sống hồi trẻ. Và có một ban nhạc rock ở Houston, Texas, tên là The Linus Pauling Quartet. 
Một tiểu hành tinh đã được đặt là 4674 Pauling, phát hiện bởi Eleanor F. Helin, vào năm 1991, đúng vào ngày sinh nhật lần thứ 90 của Pauling. 
Một người đoạt giải Nobel tên là Peter Arge  nói rằng Linus Pauling chính là nguồn cảm hứng cho ông có động lực đạt được thành công.